# 勞雷爾鎮區 (北卡羅萊納州阿什縣)
勞雷爾鎮區（英語：Laurel Township）是位於美國北卡羅萊納州阿什縣的一個鎮區。

## 地方資料
勞雷爾鎮區的面積為34.70平方千米，皆為陸地。根據2020年美國人口普查的數據，當地共有人口291人，而人口密度為每平方千米8.39人。